# Botanica Australis
Botanica Australis (abreviado Bot. Australis) es una revista con ilustraciones y descripciones botánicas que es editada en  desde el año 2002.